# Écorce (court métrage)
Pour les articles homonymes, voir Écorce (homonymie).
Pour plus de détails, voir Fiche technique et Distribution.
Écorce est un film d'animation de court métrage suisse réalisé par Samuel Patthey et Silvain Monney et sorti en 2020.

## Fiche technique
- Titre anglais : Écorce
- Réalisation : Samuel Patthey et Silvain Monney
- Scénario : Samuel Patthey et Silvain Monney
- Animation : Silvain Monney, Samuel Patthey et Valentine Moser
- Musique : Julien Gobet
- Son : Florian Pittet
- Production : Mark Olexa et Francesca Scalisi
- Sociétés de production : Dok Mobile et RTS
- Sociétés de distribution : Interfilm Berlin Sales et Square Eyes
- Pays d'origine :  Suisse
- Langue originale : sans dialogue
- Format : couleur
- Genre : animation
- Durée : 15 minutes
- Dates de sortie :
  - Suisse : 9 août 2020 (Locarno)
  - France : 14 juin 2021 (Annecy)

## Distinctions
- 2021 : Cristal du court métrage du festival international du film d'animation d'Annecy